# 蓬萊町 (岡崎市)
蓬萊町（ほうらいちょう）は、愛知県岡崎市の町名。現行行政地名は蓬萊町1丁目及び蓬萊町2丁目。

## 地理
岡崎市の西部に位置し、中心街の一角に相応する。

## 世帯数と人口
2019年（令和元年）5月1日現在の世帯数と人口は以下の通りである。
| 町丁   | 世帯数 | 人口  |
| ------ | ------ | ----- |
| 蓬萊町 | 56世帯 | 140人 |

### 人口の変遷
国勢調査による人口の推移
| 1995年（平成7年）  | 151人 | [ 6 ]  |  |
| 2000年（平成12年） | 128人 | [ 7 ]  |  |
| 2005年（平成17年） | 132人 | [ 8 ]  |  |
| 2010年（平成22年） | 121人 | [ 9 ]  |  |
| 2015年（平成27年） | 94人  | [ 10 ] |  |

## 学区
市立小・中学校に通う場合、学区は以下の通りとなる。
| 番・番地等 | 小学校             | 中学校             | 高等学校 |
| ---------- | ------------------ | ------------------ | -------- |
| 全域       | 岡崎市立根石小学校 | 岡崎市立甲山中学校 | 三河学区 |

## 歴史

### 沿革
- 1957年（昭和32年）11月15日 - 中町・両町の各一部より、蓬萊町1～2丁目が成立[1][12]。

## 交通
- 都市計画道路伝馬町線
  - 伝馬通り
- 大門通り

## 施設

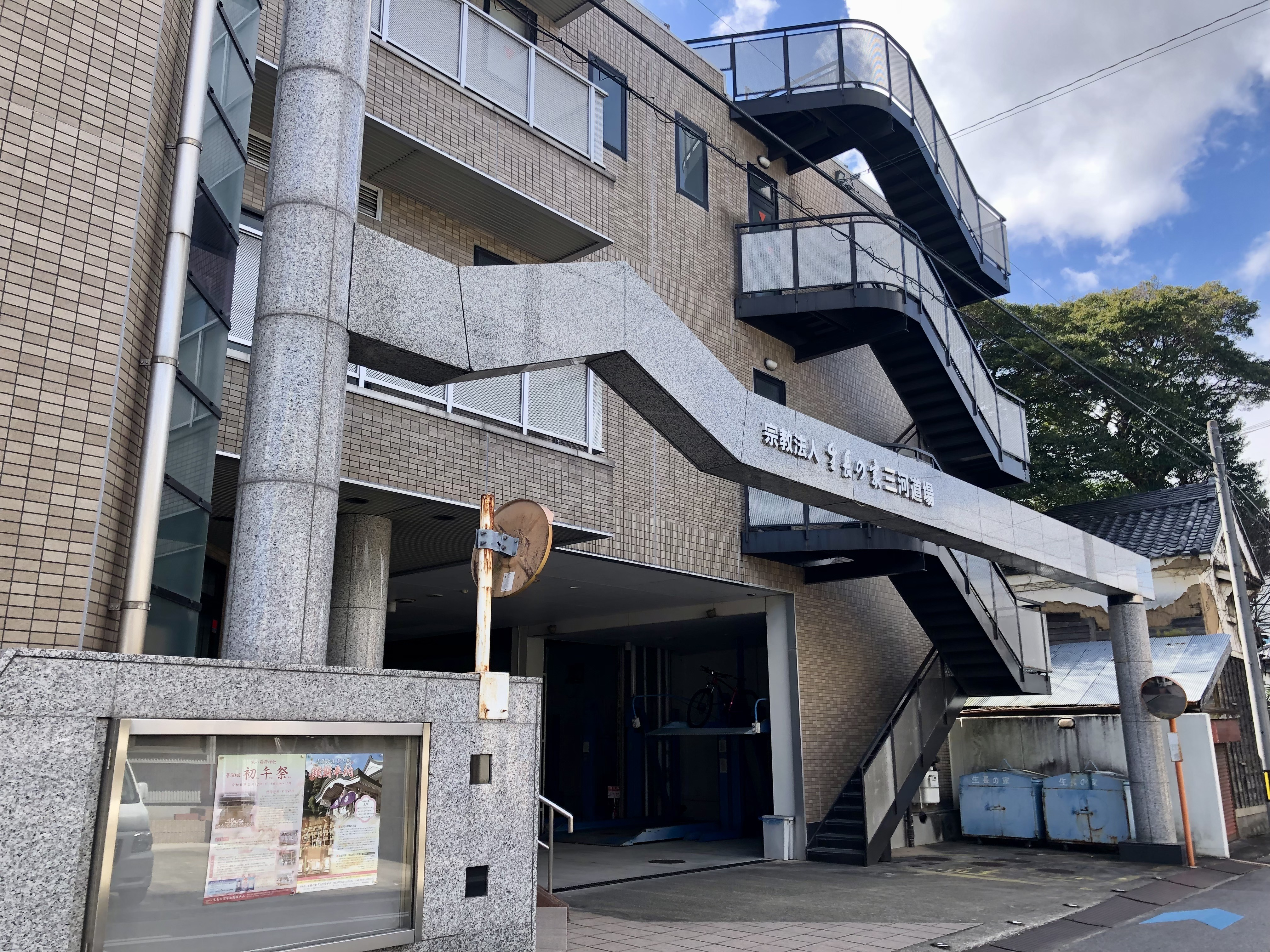
生長の家三河道場

- 生長の家三河道場

## その他

### 日本郵便
- 郵便番号 : 444-0021[4]（集配局：岡崎郵便局[13]）。

## 参考資料
- 「角川日本地名大辞典」編纂委員会 編『角川日本地名大辞典 23 愛知県』角川書店、1989年3月8日。ISBN 4-04-001230-5。
- 有限会社平凡社地方資料センター 編『日本歴史地名体系第23巻 愛知県の地名』平凡社、1981年。ISBN 4-582-49023-9。
- 新編岡崎市史編さん委員会 編『新編岡崎市史 資料 現代 11』1983年。
- 新編岡崎市史編さん委員会 編『新編岡崎市史 総集編 20』1993年。